# Aqua Teen Hunger Force
Az Aqua Teen Hunger Force (rövidítve ATHF) 2000 és 2007 között vetített amerikai felnőtteknek szóló rajzfilmsorozat, a Space Ghost Coast to Coast című sorozat spin-offja. A sorozat készítői Dave Willis és Matt Maiellaro, a történet pedig három antopomorf gyorséttermi étel kalandjait követi nyomon. Willis és Maiellaro mellett az eredeti hangok közt található Dana Snyder, Carey Means és George Lowe.
A sorozatot az Amerikai Egyesült Államokban az Adult Swim vetítette 2000. december 30. és 2015. augusztus 30. között, s Magyarországon egyelőre nem került bemutatásra. Az Adult Swim online platformján minden nap huszonnégy órájában véletlenszerű sorrendben nézhetőek az epizódok. A sorozat alapján 2007-ben egész estés film is készült Aqua Teen Hunger Force Colon Movie for Theaters címen, ami az Adult Swim első filmadaptációja volt.[forrás?] 2022. november nyolcadikán kijött az előző film kötetlen folytatása Aqua Teen Forever: Plantasm címmel. Ugyanezen a héten kijött a rövid részekből álló “Aquadonk Side Pieces”, ami az Adult Swim YouTube-csatornáján jelent meg és futott 2022. április 18.-tól április 28.-ig. 2020-ban egy tizenkettedik epizódra engedték, amelynek öt része volt, premierje 2023 januárjában volt és 2023 novemberében ért véget, ezzel a leghosszabban futó Adult Swim sorozattá nőve ki magát.
A nyolcadik évadtól több címen is futott a műsor: a nyolcadik évad címe Aqua Unit Patrol Squad 1 volt, a kilencedik évad Aqua Something You Know Whatever címmel futott, a tizedik évad az Aqua TV Show Show címet kapta, míg a tizenegyedik, egyben utolsó évad az Aqua Teen Hunger Force Forever címet viseli. Maiellaro később elmagyarázta, hogy ő és Willis már unták az eredeti címet, és "valami egészen újat akartak kipróbálni". 2012-ben Maiellaro bejelentette, hogy az összes soron következő évad új címet kap. Willis később elmondta, hogy ezeket a címeket csak azért találták ki, hogy (sikertelenül) hírverést csapjanak.

## Cselekménye
A sorozat három antropomorf gyorséttermi étel szürreális kalandjait mutatja be: ők Master Shake, az önző, nárcisztikus, lusta és gyakran kórosan hazudozó tejturmix; Frylock, az intelligens sültkrumpli, aki általában a ház eszeként ismeretes és Meatwad, az alakváltó húsgolyó, akinek csekély értelmi képessége ellenére kifejezetten éles a nyelve. A három jóbarát több különös kalandba keveredik, viszont a sorozat akció mivoltát hamar levedli, ugyanis a legtöbb epizód szerény külvárosi házukban játszódik. Itt főleg földönkívüliek próbálnak kiszúrni velük, Frylock egyik új találmánya végez pusztításokat, vagy – s ez utóbbi a legáltalánosabb – Master Shake fejetlen viselkedése által kerülnek kalamajkába. A negyedik főszereplő Carl Brutananadilewski, a három étel zsémbes szomszédja, aki – általában hozzájárulása nélkül – keveredik a fiúk ügyeibe.
A sorozat első hét évada South New-Jersey züllött külvárosában játszódik, de ez a nyolcadik évad után megváltozik és már Washington államban, Seattleben folytatódnak az események. Bár a helyzetváltozás szabad szemmel nem észlelhető, minden rész elején felvillan a “Seattle” felirat, hogy emlékeztessen, ez már nem Jersey. Ettől függetlenül a kilencedik évad újra megváltoztatja a helyszínt, a fikcionális Seattlere, New Jersey államban.

## Produkció

### Fejlesztés
Master Shake, Frylock és Meatwad eredetileg a “Space Ghost Coast to Coast” “Baffler Meal” című epizód vendégszereplői voltak, ahol egy kitalált gyorsétteremlánc, a “Burger Trench” kabalái. A prototípusok hasonlítottak a végső kinézetükre, de Master Shake és Frylock mind hangban, dizájnban és személyiségükben is rendkívül másak voltak. Az epizódban elhangzik a “Teen Hunger Force” kifejezés, mivel a három karakter a tinédzserek éhségét próbálja legyőzni, ezzel parodizálva a gyorséttermek nevetséges reklámfogásait. 
A “Baffler Meal” sokáig volt tervben, de csak akkor készítették el, amikor a sorozat eléggé népszerű lett. Eredeti címe “Kentucky Nightmare” lett volna, de ezt elvetették. A pilot epizóddal (“Rabbot”), a karakterek külön sorozatot kaptak, amely már az “Aqua Teen Hunger Force” címet viselte és Carl Brutananadilewski is szerepelt benne, negyedik főszereplőként.
A korábbi epizódokban az Aqua Teen Hunger Force csapat egy bűnügyeket pénzért megoldó trió volt, de a készítők hamar elvetették ezt a struktúrát. A premissza inkább csak egy csel volt, mivel az Adult Swim-mel szorosan egybefüggő Cartoon Network nem akart olyan sorozatot vetíteni, amiben “ételek csak mennek mindenfele és csinálnak dolgokat”. A sorozatban Frylock ezt az okot adta rá: “nem hozott nekünk sok pénzt”.
Az első tizenegy évad képeit Adobe Photoshop segítségével készítették, Adobe After Effect-tel animálták és az Apple Final Cut Pro videoszerkesztő szoftverével editálták. Miután a HBO felkarolta a sorozatot poraiból, sokkal profibb animációra váltottak és a Floyd County Productions stúdió folytatta az animálást.

### Írás és rendezés
Minden “Aqua Teen Hunger Force” epizódot a sorozat atyjai Dave Willis és Matt Maiellaro írt és rendezett, a producer a Williams Street produkciós iroda volt. A párbeszédek gyakran improvizáltak a szinkronszinészek által és erre animálják rá a karaktereket.

### Zene és főcímdal
Schoolly D, amerikai rapper adta elő az első hét évad elején szóló főcímdalt, melynek címe “Aqua Teen Hunger Force Theme Song” volt. A hosszabb remixelt verziót a 2007-es egész estés filmben is használták. Schoolly a sorozat narrálását is vállalta, ám ez csak egy két tőmondat elszórva a részekben. A nyolcadik évaddal kezdve minden évadnak új főcímdala és animációja volt, a nyolcadikat Josh Homme és Alain Johannes, a kilencediket Mariachi El Bronx és Schoolly D, a tizediket pedig Flying Lotus írta és adta elő.

## Szereplők
| Szereplő               | Szinkronhang     |
| ---------------------- | ---------------- |
| Master Shake           | Dana Snyder      |
| Frylock                | Carey Means      |
| Meatwad                | Dave Willis      |
| Carl Brutananadilewski | Dave Willis      |
| Dr. Weird              | C. Martin Croker |
| Steve                  | C. Martin Croker |
| George Lowe            | George Lowe      |

A sorozat állandó karaktereit (lásd fentebb) a készítők az első évadtól kezdve maguk szinkronizálták. Spin-off mivoltát tekintve, a három főszereplő sokat változott – talán Meatwad az, aki a legkonzisztensebben maradt együgyű. 

### Master Shake
Szinkronhangja Dana Snyder, Master Shake egy lusta, felszínes, krónikusan hazudozó karakter, közel antagonistává téve magát két lakótársa közt. Amikor az Aqua Teen trió tényleg missziókra indul, Shaket illeti a vezéri titulus, ám inkompetenciája végett általában csak hátráltatja a narratívát és Frylockra hagyja a munka oroszlánrészét. Egyetlen valódi képessége, hogy szívószálán át pisztáciás turmixot tud lőni, ennek a lövéstávja azonban nem haladja meg az egy métert, így inkább megalázó, mint használható fegyver.
Master Shake egy végtelenül ingerlékeny karakter, s ez már-már bipoláris formát ölt, főleg ha Meatwadról van szó. Shake kifejezetten gyűlöli Meatwadot és minden lehetőséget megragad arra, hogy butácska lakótársát ugrassa, kigúnyolja vagy akár életveszélyes helyzetbe hozza. Frylock esetében gyakran alul marad észben, lévén még az olvasás is nehézkes Shakenek, funkcionális analfabétává téve őt. Radikális büszkesége ellenére Shake könnyen becsapható, hiszékeny, hogyha gyors pénzszerzésről van szó, ötletei hamar kudarcot vallanak, kapzsisága és önzősége miatt. Idiotikus ötleteiben szomszédja, Carl gyakran támogatja. Master Shakenek nincsen saját szobája, általában a nappaliban a tévé előtt ül.

### Frylock
Szinkronhangja Carey Means, Frylock egy lebegő sültkrumplis tasak, lézert lövő kontaklencséi, fogszabályzója és körszakálla van. Az Aqua Teen trió legokosabb tagja, aki gyakran kimenti a másik két karaktert a bajból. Észszerű, összeszedett és kifejezetten kedves a külvilággal szemben – például Carl –, valamint gyakran próbál környezetbarátkodni, Master Shake nagy utálatára. A sorozatban sokszor Frylock a straight man karakter, aki észszerűen reagálja le a kaotikus helyzeteket, de néha nála is felbugyog a belső deviánsság – introvertáltság, szexuális deviánsság (BDSM), valamint morálisan megkérdőjelezhető kísérletek végzése, illegális és feketepiaci találmányok használata. Frylock apafiguraként funkcionál Meatwadnak és próbálja a helyes úton terelgetni őt, míg Master Shaket még épphogy csak eltűri. Az Aqua Teen Hunger Force: Movie Film for Theaters című filmben Frylock bevallja, hogy transznemű nő és leszbikus – de ez a film a készítők bevallása szerint nem kánonbeli elemeket is tartalmaz.

### Meatwad
Szinkronhangja Dave Willis. Meatwad egy halom hús – a “Dickesode” című részből tudható, hogy hamburgerhús – egy kiálló foggal, kis hajszálakkal a testébe ragadva és csekély értelmi képességekkel megáldva. Meatwad gurulni tud a földön, a belsejében kacatokat tart, amiket ha a helyzet úgy kívánja, elővesz. Kifejezetten gyerekes, naiv és könnyen rászedhető, gyakran aranyosan reagálva le a körülötte történő káoszt. Frylock jó apa/nagybátyóként próbál vele bánni, ám gyakran Master Shake rossz befolyása alá kerül, de még az is előfordul, hogy Meatwad Shake fölé kerekedik és manipulációval képes Shake kapzsiságát és hiúságát saját maga ellen fordítani. Ettől függetlenül sokszor rászedik a többiek, általában Shake és a Mooninitok. Meatwad képes alakot váltani, bár palettája nem túl széles, s kimerül egy iglu és egy hot-dog alakjában – néha a sorozat során Meatwad képes más formák felvételére is. Meatwad másik képessége az, hogy nagy mennyiségű statikus energiát tud felszívni.

### Carl Brutananadilewski
Szinkronhangja Dave Willis, Carl Brutananadilewski egy ingerlékeny, vulgáris, könnyen felbosszantható és szarkasztikus férfi, aki az Aqua Teen trió szomszédja. Szereti az amerikai focit – kedvenc csapata a New York Giants – a pornográfiát, a prostituáltakat, az egészségtelen ételeket és az autóját, amelyre a “2 Wycked” felirat van írva. Carl ki nem állhatja a három főhőst, akik gyakran fürdenek az ő medencéjében és indokolatlanul zavarják, esetleg kárt tesznek a tulajdonaiban. Master Shake kapja a legtöbb savat, jogosan, mivel Carl beleegyezése nélkül szokta elkötni a kocsiját és belerángatni a kalamajkákba, kiérdemelve Carl lenéző “Cup” becenevét. Carl Frylockot utálja a legkevésbé, s a “Fryman” becenévvel illeti. Carl nagyobbra tartja magát szomszédjainál, de büszkesége hamar homályba vész, mivel gyakran illegális tevékenységekben vesz részt és furcsa fétisei vannak. Carl sokszor próbál kimaradni a fiúk problémáiból, erőszakkal vagy anélkül, mégis ő az, aki a leggyakrabban sérül vagy hal meg a részek végén.

## Visszatérő karakterek

### Dr.Weird
Szinkronhangja C. Martin Croker, Dr.Weird egy őrült tudós, aki a mindig esős Jersey-Shore tetején magasodó elmegyógyintézetben él. A sorozat első kettő évadja elején megtalálható rövid skitekben/felütésekben jelenik meg és mindig egy új őrült találmányt mutat be asszisztensének és a nézőknek. Dr.Weird a harmadik évad után sokáig nem szerepel, ám a nyolcadik évadban gyakran látható Frylock falán egy bekeretezett kép róla és Dr.Weirdről. A The movie során megtudjuk, hogy Dr.Weird alkotta meg az Aqua Teen csapatot, ám a film végén kiderül, hogy valójában Frylock alkotta Dr.Weirdet.

### Steve
Hangja szintén C. Martin Croker, Steve Dr.Weird asszisztense. Eléggé kedvetlen, vörös hajú férfi, aki általában egy kémcsövet tart magánál. Steve gyakran Dr.Weird találmányainak áldozata lett.

### Ignignokt és Err
Ignignokt – szinkronhangja Dave Willis – és Err –szinkronhangja Matt Maiellaro – a Holdról származó két kétdimenziós pixel-űrlény, akik a “Mooninit” fajnévre hallgatnak. Ignignokt egy nyugodtabb, zöld lény, míg társa Err hamar kijön a sodrából és kifejezetten erőszakos. Végtelenül arrogáns természetük van, jobbnak gondolják magukat a földlakóknál, ám amikor Frylock megkérdőjelezte fölényük okát, a Mooninitok magasugrási képességeikkel hencegtek, amit persze képtelenek voltak bemutatni. Szeretnek a földlakók problémáin nevetni, illegális szereket használni és pornográfiát olvasni. Szuperképességük a Quad lézer, amely egy lassan mozgó, de halálos űrpisztoly lövedék.

### Oglethorpe és Emory
Egy másik űrlény páros, Oglethorpe – szinkronhangja Andy Merrill – és Emory – szinkron hangja Mike Schatz – két Plutóról származó űrlény. Oglethorpe egy kövér, ostoba narancs színű lény, egy sajtszeletre hasonlít, német akcentusa van. Emory egy kicsit felülmúlja társát észben, zöld színű (ezzel egy salátalevélre hajazva) és egy fehér fejpántot visel. Amikor leklónozzák Master Shaket, akit Major Shakenek neveznek el, a klón kijelenti, hogy “mindketten nagyon hülyék.”

### MC Pee Pants
Egy komikusan elmeháborodott rapper, aki egy zuhanysapkát és pelenkát visel. Pee Pants képes alakot változtatni, például óriás pók, tehén vagy elaggott öregember lehet többek közt. Minden rész végén, amelyekben szerepel, általában meggyilkolják és pokolra jut. Rap albumjaival próbálja a rajongóit (Meatwad és néha Carl) belehúzni agyament terveibe.

### Cybernetic Ghost of Christmas Past from the Future
Egy őrült robotikus madár, aki a múlt karácsonyok szellemeként mutatkozik be, amikor először megjelenik Carl szobájában. Értelmetlen történeteket mesél, amik mindig az “évezredekkel ezelőtt…” frázissal kezdődnek.

### Boxy Brown
Szinkronhangja Dave Willis, Boxy Brown Meatwad egyik képzeletbeli barátja, s az egyik legkidolgozottabb a filccel megrajzolt arcú zöldalma és a vécepapírguriga mellett. Boxy Brown afro hajat visel, mély, karizmatikus hangja van, de kartondoboz mivolta miatt, csak azokhoz beszél, akik hallják őt. Boxy Brown világszerte, nem csak amerikában, de koreában is hatalmas ikon.

### Markula
Szinkronhangja Matt Maiellaro, Markula az Aqua Teen trió és a szomszédság földbirtokosa. Markula egy púpos hátú, zöld bőrű, szigorú és zsémbes vámpír-szerű teremtmény, szerepel a 2022-es Aqua Teen Forever: Plantasm című filmben.

### George Lowe
A saját magát alakító George Lowe-t a Space Ghost Coast to Coast-ból ismerhettük Space Ghost karizmatikus hangjaként szolgálva, azonban gyakran megjelent az Aqua Teen Hunger Force-ban is. Első szerepe a “Mail Order Bride” című epizódban volt, ahol esküvői DJ-t alakított. Ezek után főleg rendőrként vagy saját magaként szerepel.

## Epizódok
| Évad | Évad | Epizódok | Eredeti vetítés     | Eredeti vetítés     | Alternatív cím                   |
| Évad | Évad | Epizódok | Évadpremier         | Évadfinálé          | Alternatív cím                   |
| ---- | ---- | -------- | ------------------- | ------------------- | -------------------------------- |
|      | 1    | 18       | 2000. december 30.  | 2002. december 29.  | nincs                            |
|      | 2    | 24       | 2003. május 25.     | 2003. december 31.  | nincs                            |
|      | 3    | 13       | 2004. április 25.   | 2004. október 24.   | nincs                            |
|      | 4    | 13       | 2005. december 4.   | 2006. december 22.  | nincs                            |
|      | 5    | 10       | 2008. január 20.    | 2008. március 23.   | nincs                            |
|      | 6    | 10       | 2009. március 29.   | 2009. május 31.     | nincs                            |
|      | 7    | 12       | 2009. december 13.  | 2010. május 2.      | nincs                            |
|      | 8    | 10       | 2011. május 8.      | 2011. július 24.    | Aqua Unit Patrol Squad 1         |
|      | 9    | 10       | 2012. június 24.    | 2012. augusztus 26. | Aqua Something You Know Whatever |
|      | 10   | 10       | 2013. augusztus 11. | 2013. október 20.   | Aqua TV Show Show                |
|      | 11   | 9        | 2015. június 21.    | 2015. augusztus 30. | Aqua Teen Hunger Force Forever   |

## A bombabotrány
2007. január 31-én az Adult Swim a sorozat egyik karakterét, Ignignoktot ábrázoló villogó szerkezetekkel próbálta reklámozni a sorozatot, ám többen bombának hitték a dolgot és botrány tört ki belőle. Az esemény hatására a Cartoon Network addigi igazgatója, Jim Samples lemondott, valamint a csatornára pénzbírságot is kiszabtak.